# کوجی شیمیزو
کوجی شیمیزو (انگلیسی: Kōji Shimizu؛ زادهٔ ۱۷ اکتبر ۱۹۶۹) دوندهٔ بازنشستهٔ دو استقامت اهل کشور ژاپن است. وی بهترین رکوردش را در مسابقهٔ ماراتون دریاچهٔ بیوا در سال ۲۰۰۳ بدست آورد.